# گدیم
گدیم (به لاتین: Gdym) یک منطقهٔ مسکونی در روسیه است که در داغستان واقع شده‌است.